# Gospel Collection (álbum de PG)
Gospel Collection é uma coletânea musical do cantor PG, produzido e lançado pela gravadora MK Music, reunindo músicas gravadas em eventos ao vivo promovidos pelo selo. A obra também incluiu performances em DVDs do artista e a canção "Autor da Vida", gravada anteriormente pela banda Oficina G3 em 1998.

## Contexto
A série Gospel Collection reuniu performances ao vivo de artistas ligados à MK Music, inicialmente exclusivos em formato físico para distribuição nas Lojas Americanas. No caso de PG, foram selecionadas performances de shows do cantor em festivais da gravadora, como Canta Zona Sul (2004) e Louvorzão (2008). Além disso, foram incluídas faixas de álbuns ao vivo como Imagem e Semelhança (2011) que, até então, eram exclusivas em DVD.

## Lançamento e recepção
Gospel Collection foi lançado pela gravadora MK Music em 2014 em formato CD. O álbum também recebeu uma edição nas plataformas digitais.

## Faixas
| N.º | Título                                                                   | Duração |  |
| 1.  | "A Batalha"                                                              |         |  |
| 2.  | "Como a Brisa"                                                           |         |  |
| 3.  | "Deus Criador"                                                           |         |  |
| 4.  | "Todo Ser que Respira"                                                   |         |  |
| 5.  | "Posso Ouvir"                                                            |         |  |
| 6.  | "Meu Universo"                                                           |         |  |
| 7.  | "Eu Vou Passar pela Cruz"                                                |         |  |
| 8.  | "Quem sou Eu?"                                                           |         |  |
| 9.  | "Faz Chover"                                                             |         |  |
| 10. | "A Conquista"                                                            |         |  |
| 11. | "Meu Prazer/Autor da Vida/Meu Universo/Minha Filha, Minha Flor/Gratidão" |         |  |
| 12. | "Eu Quero Estar"                                                         |         |  |
| 13. | "Eu não Vou me Calar"                                                    |         |  |